# Daniel Gile
Daniel Gile (* 1948) je francouzský překladatel a konferenční tlumočník, vyučuje jako profesor na prestižní francouzské translatologické škole ESIT (École supérieure d'interprètes et de traducteurs), která je součástí Univerzity Paříž III.
Již od osmdesátých let se zasazuje o větší rigoróznost tlumočnického výzkumu a usiluje o vzájemnou spolupráci badatelů. Zastává interdisciplinární přístup, klade si za cíl empiricky ověřovat různé hypotézy, propaguje používání matematických a statistických metod a je odpůrcem teorií bez empiricky podloženého základu. Systematicky mapuje výzkumné práce, vycházející v jednotlivých zemích. Sám přispěl k výzkumu tlumočení desítkami statí a publikací.
Z teoretického hlediska je nejvýznamnější jeho modèle d'efforts neboli model úsilí. Vychází z toho, že tlumočení vyžaduje určitý druh duševní energie, která je k dispozici jen v omezeném množství, a dále že k tlumočení je zapotřebí téměř veškerého množství této energie, a někdy dokonce více, než je k dispozici. V takovém případě dochází ke zhoršení výkonu. Gile při tlumočení rozlišuje několik typů kapacitních nároků (efforts): nároky na poslech a analýzu (porozumění), nároky na produkci, nároky na paměť a nároky na koordinaci. Tlumočník musí nutně svou pracovní kapacitu mezi tyto nároky rozdělit.

## Publikace (výběr)
- GILE, Daniel. Basic concepts and models for interpreter and translator training. Amsterdam: Benjamins, 1995, 277 s. ISBN 1-55619-686-5.
- GILE, Daniel. Basic concepts and models for interpreter and translator training. Rev. ed. Amsterdam: John Benjamins, 2009, 283 s. ISBN 978-90-272-2433-0.
- GILE, Daniel. Regards sur la recherche en interprétation de conférence. Lille: Presses Universitaires de Lille, 1995, 276 s. ISBN 2-85939-470-2.